# Loiu
Loiu en basque (prononcer loïou) ou Lujua en espagnol est une commune de Biscaye dans la communauté autonome du Pays basque en Espagne.
Le nom officiel de la ville est Loiu.
Elle se situe à l'est de Bilbao, c'est sur son territoire que se situe l'aéroport international de Bilbao.

## Toponymie
Le nom de la commune est Lujua en Espagnol et Loiu en basque.
L'ancien nom de la commune était Luxua, transformé en castillan après l'évolution phonétique du x/j (XVIIe siècle) en Lujua (tout comme Xerez → Jerez).
En basque, l'évolution phonétique du toponyme il a été différente, en perdant le -a final (phénomène habituel dans la langue basque, celle-ci étant équivalent à l'article). Le phonème a évolué du x de manière différente au castillan donnant un son et, une variété le triptongo uiu par oiu. C'est-à-dire Luxu(a) → Lu(x) u → L(u)iu → Loiu. L'Euskaltzaindia a adopté Loiu comme dénomination formelle de la commune en basque.
En 1983, quand la commune se détache de Bilbao, on a adopté comme dénomination officielle son nom basque : Loiu.

## Géographie

### Quartiers
Les quartiers de Loiu sont: Elotxelerri, Lauroeta et Zabaloetxe comme quartier principal (mairie, église).

### Sources
- (es) Cet article est partiellement ou en totalité issu de l’article de Wikipédia en espagnol intitulé « Lujua » (voir la liste des auteurs).